# 浪江町立苅野小学校
浪江町立苅野小学校（なみえちょうりつ かりのしょうがっこう）は、福島県双葉郡浪江町苅宿にあった公立小学校。

## 概要
2011年（平成23年）3月11日午後に発生した東北地方太平洋沖地震（東日本大震災）と津波、およびその直後に起きた福島第一原子力発電所事故の影響により町内全域が避難区域に指示され休業を余儀なくされた。
- 震災前2010年（平成22年）当時の在校生数は174人。
- これまでの卒業生総数は約3,500人（平成22年度末）

## 沿革
- 1872年 (明治5年) 8月 - 苅野村鹿畑に含英小学校として創立する。
- 1874年 (明治7年) 7月 - 苅宿、室原、立野、酒田、加倉の5か村を学区とし、苅宿小学校と改称する。
- 1887年 (明治20年) 4月 - 学制変更と共に苅宿尋常小学校改称する。
- 1889 (明治22年) 7月 - 町村制を実施する。町村分合、西台藤橋を併せて苅野村と改称する。
  - 9月 - 幾世橋、浪江、大堀、苅野の4ヶ村組合をもって高等小学校を浪江尋常小学校内に置き、北標葉高等小学校と改称する。
- 1894年 (明治27年) 12月 - 高等科を併設し、校舎を改築し、苅野尋常高等小学校と改称する。
- 1928年 (昭和3年) 9月 - 校庭整地拡張工事。
- 1941年 (昭和16年) 4月 - 学制改革により福島県双葉郡苅野村国民学校と改称する。
- 1947年 (昭和22年) 4月 - 学制改革により福島県双葉郡苅野村苅野小学校と改称する。
- 1956年 (昭和31年) 5月 - 町村合併により福島県双葉郡浪江町立苅野小学校と改称する。
- 1960年 (昭和35年) 3月 - 校歌制定
- 1976年 (昭和51年) 7月 - プール設置完了
- 1977年 (昭和52年) 4月 - 愛鳥モデル校指定 (〜56年)
- 1982年 (昭和57年) 3月 - 校舎改築第一期工事完成
- 1983年 (昭和58年) 3月 - 校舎改築第二期工事完成
- 1984年 (昭和59年) 3月 - 体育新築工事完成
- 1999年 (平成11年) 9月 - 校庭全改修工事
- 2005年 (平成17年) 4月 - 学校評議委員会設置
- 2011年 (平成23年) 1月 - 太陽光パネル設置工事完了 (体育館)
- 2011年 (平成23年) 3月 - 東日本大震災東京電力福島第一原子力発電所事故により臨時休業[2]
  - 避難所として (〜12日まで) 使用
- 2016年 (平成28年) 8月 - 学校での学用品等私物引き渡し (1回目)[3]
  - 10月 - 「町立小･中学校に係る検討委員会」にて、今後の町立小･中学校の在り方について検討
  - 12月 - 学校での学用品等私物引き渡し (2回目)
- 2017年 (平成29年) 8月 - 学校見学会を実施
- 2019年 (平成31年) 4月 - 臨時休業から休校へ[4]
  - 4月8日 - 浪江町立小・中学校合同休校式が、なみえ創成小・中学校体育館で行われた[5]
- 2019年 (令和元年) 8月 - 「浪江町立学校校舎検討委員会」を立ち上げ、今後の校舎等の在り方について検討[注釈 1]
- 2020年 (令和2年) 2月 - 答申や公募意見を踏まえ校舎等を解体する方針が決定[注釈 2][4][2]
- 2021年 (令和3年) 4月 - 休校から閉校へ[4][6]

## 教育目標
- 苅野小学校3つのペン
  - かしこく
  - やさしく
  - たくましく

## 学区内の主な施設
- 双葉地方広域市町村圏組合北部衛生センター
- 標葉神社

## 交通
- JR浪江駅より車で7分。(4.2km)